# لاقوسيات
الانابسيدات (الاسم العلمي: Anapsid)، وتعني باللاتينية (لا ثقبية)، هي مجموعة من السلويات الرباعية الأطراف لايوجد فتحات بقرب جمجمتها. الانابسيدات هي الصنف الأكثر بدائية من الزواحف، تطورت اسلاف السينابسيدات والديابسيدات وتكون الانابسيدات. غير أنه من المشكوك فيه ما إذا كانت جميع الانابسيدات تفتقر إلى وجود فتحة في الصدغ كصفة بدائية، أو ما إذا كانت جميع المجموعات ينظر إليها على أنها انابسيدات بدون ثقوب في الجمجمة.